# Sithon liris
Sithon liris är en fjärilsart som beskrevs av Otto Staudinger 1889. Sithon liris ingår i släktet Sithon och familjen juvelvingar. Inga underarter finns listade i Catalogue of Life.